# Camillo Berneri
Camillo Berneri (Lodi, Llombardia, 1897 - Barcelona, 5 de maig de 1937) fou un anarquista italià.
Lluità a la Primera Guerra Mundial i es va fer membre de la Unione Anarchica Italiana. Més tard fou professor de filosofia a la universitat de Camerino (Marques), però s'exilià a França el 1926 quan Benito Mussolini va prendre el poder. D'allí en fou expulsat i viatjà per Alemanya, Països Baixos, Luxemburg i Suïssa.
En començar la guerra civil espanyola s'uní a la columna italiana de la divisió Ascaso amb Carlo Rosselli, que lluità a favor de la Segona República Espanyola a Osca i Monte Pelado, junt a la Brigada Matteotti.
Fundà a Barcelona el setmanari anarcosindicalista italià Guerra di Classe (1936). També col·laborà a La Revista Blanca i envià una carta a Federica Montseny criticant la participació de la CNT al govern. Fou segrestat de casa seva i assassinat a trets pels carrers de Barcelona, juntament amb Francesco Barbieri, per escamots comunistes durant els Fets de Maig del 1937.

## Obres
- Mussolini alla conquista delle Baleari (1937)
- L'operaiolatrìa
- Il lavoro attraente
- El delirio racista
- Le Juif antisémite
- Lo spionaggio fascista all'estero
- Mussolini normalizzatore
- Le péché originel
- La donna e la garçonne
- Guerre de classes en Espagne
- Pensieri e battaglie
- Pietro Kropotkine federalista
- Il cristianesimo e il lavoro